# Iso-Hirvijärvi
Iso-Hirvijärvi eller Iso Hirvijärvi är en sjö i Finland. Den ligger i Pälkäne kommun i landskapet Birkaland, i den södra delen av landet, 140 km norr om huvudstaden Helsingfors. Iso Hirvijärvi ligger 158 meter över havet. I omgivningarna runt Iso Hirvijärvi växer i huvudsak blandskog. Arean är 46,4 hektar och strandlinjen är 6,14 kilometer lång. Sjön  ingår i Kumo älvs huvudavrinningsområde. 